# لويز سيلفا فيلهو
لويز سيلفا فيلهو هو لاعب كرة قدم برازيلي في مركز حراسة المرمى، ولد في 7 فبراير 1983 في كامبو غراندي في البرازيل. لعب مع نادي ساو كايتانو ونادي كريسيوما ونادي ميراسول.

## وصلات خارجية
- لويز سيلفا فيلهو على موقع قاعدة بيانات كرة القدم.إي يو (الإنجليزية)
- لويز سيلفا فيلهو على موقع Soccerway.com (الإنجليزية)